# Георги Божинов (авиатор)
Вижте пояснителната страница за други личности с името Георги Божинов.
Георги Божинов е български авиоконструктор, изобретател, техник и един от първите дейци на авиацията.

## Биография
Роден е на 1 януари 1879 г. в село Злидол, Харманлийска околия в бедно семейство. Още от малък е запленен от самолетите и едва тринадесетгодишен той започва да изпробва създадените от самия него модели на летателни апарати с особен ракетен двигател.
През 1896 г. Божинов отива в Бургас, за да учи железарство. След завършване на военната си служба той постъпва на работа в железопътното депо в София, където по-късно става локомотивен майстор шлосер. Тук взема участие в известната 40-дневна железничарска стачка през 1906 г.
Макар и тежко болен, младият работник не се разделя със своята мечта за изработване на летателен апарат и през 1911 г. построява модел на едно метров моторен самолет с много добри летателни качества, за който получава свидетелство за патент № 444010 на 17 юли 1912 г. във Франция.
След Балканската война, заминава отново за Франция на стаж в конструкторската база на известния авиоконструктор Роже Сомер, където и получава предложение от собственика на френската авиационна фирма „Сомер“ за серийно производство на самолета му във Франция, но той отказва категорично с желанието аеропланат му да бъде построен в България.
През 1915 г., след като се убеждава в пълната незаинтересованост на буржоазното правителство към творческите му усилия, той се заема да построи самолета със свои средства. Близо десет години той отдава цялото си свободно време на любимата машина. Пречките са безбройни, но силният стремеж към творчество е непреодолим.
През 1926 г. самолета е завършен, и той е готов да покаже на всички резулта от своя труд. Но полицията не му е разрешава да го изпита в полет, поради откритите левичарски убеждения на изобретателя, заради който е лежал в затвора през 1923 г.В самолета има идеи и усъвършенствания като променлив ъгъл на крилата и опашната площ, приспособление за спиране на късо разстояние в опашката на самолета, отклонение на специалните клапи от крилата на самолета за повишаване на подемната сила и въвежда автопилот – самолетът може да се превръща от еднокрилен в двукрилен и обратно, скоростта му според конструктора може да се намалява ръчно и механично – забележителни и оригинални идеи, които едва след дългогодишни проучвания намират своето разрешение в чужбина.
Едва през 1951 г. с постановление на Министерския съвет от 8 декември му се отпуска пенсия в размер на 10 000 лв. месечно за заслугите му като авиоконструктор, а построеният от него самолет се откупува за 100 000 лв. като историческа ценност. Самолетът е запазен и се намира в Музея на авиацията. За своята упоритост, ентусиазъм и новаторски дух в самолетостроенето конструкторът получава признание в преклонна възраст. Умира на 16 декември 1955 г. в София.

## Спецификации на самолета
Спецификации на самолета, конструиран от Георги Божинов:
- Предназначение: експериментален самолет
- Година на производство – 1912 г.
- Основни тактико-технически данни:

  - Максимална скорост на полета – неизвестна

  - Максимална височина на полета – неизвестна 

  - Максимална далечина на полета – неизвестна 

  - Максимална продължителност на полета – неизвестна 

  - Максимален полезен товар – неизвестна 

  - Максимална полетна маса – неизвестна 

  - Разпереност на крилото – 10,15 m

  - Дължина на самолета – 8,45 m

  - Силова установка – 1 бр. ротационен двигател „Гном“ с мощност 50 к. с.(36,775 kW)

  - Екипаж – един пилот

  - Въоръжение – няма